# Tautvydas Sabonis
Tautvydas Sabonis (Valladolid, 1º maggio 1992) è un allenatore di pallacanestro ed ex cestista lituano con cittadinanza spagnola.
È il figlio di Arvydas Sabonis e fratello di Domantas, a loro volta cestisti.